# 威廉斯敦 (印第安納州)
威廉斯敦（英語：Williamstown）是位於美國印第安納州第開特縣的一個非建制地區。該地的面積和人口皆未知。

## 地理
威廉斯敦的座標為39°27′11″N 85°28′09″W / 39.45306°N 85.46917°W，而該地的平均海拔高度為291米（即955英尺）。